# Чувашская государственная академическая симфоническая капелла
Чувашская государственная академическая симфоническая капелла (чув. Чăваш патшалăхĕн академи симфони капелли) — академический музыкальный коллектив (капелла) Чувашской Республики.
Является преемником (с 1992) созданного в 1967 году Хора Государственного комитета Чувашской АССР по телевидению и радиовещанию — лауреата Государственной премии Чувашской АССР имени К. В. Иванова (1987).

## История

### Хор Государственного комитета Чувашской АССР по телевидению и радиовещанию
Создан в сентябре 1967 году по инициативе первого его дирижёра, композитора А. Г. Орлова-Шузьма. Первый концерт коллектив дал 7 ноября сего же года. Коллектив пропагандировал чувашскую национальную профессиональную музыку.
В дальнейшем художественным руководителем и главными дирижером коллектива стал П. Г. Фёдоров. При Петре Григорьевиче хор Гостелерадио под его управлением выступал в концертных залах Москвы, Минска, Уфы, Ижевска, Казани, Горького и других культурных центров СССР, пропагандируя чувашское хоровое искусство.
С 1986 года художественным руководителем и главным дирижёром коллектива являлся М. Н. Яклашкин. Указом от 18 декабря 1987 года Президиума Верховного Совета Чувашская АССР артистам хора было присвоено почётное звание «Заслуженный артист Чувашской АССР».
В 1988 году в журнале «Советская музыка» было отмечено: 

«Вы располагаете в настоящее время едва ли не лучшим коллективом такого рода в Поволжье и, может быть, в РСФСР, возглавляемым истинным подвижником М. Н. Яклашкиным».
Всесоюзным радио в исполнении хора было записано более двухсот произведений авторов и композиторов. Грамзапись произведений чувашских композиторов выпускалась Всесоюзной фирмой «Мелодия». Телепередачи с участием коллектива «Слакбашские песни» Ф. Васильева и «Хоровые произведения А. Васильева» транслировались Центральным телевидением Гостелерадио СССР.

### Чувашская государственная академическая хоровая капелла
В 1992 году по инициативе Мориса Яклашкина хор был реорганизован в Чувашскую государственную хоровую капеллу. В 1993 присвоено звание академической.
По приглашению Секретариата Союза композиторов Российской Федерации капелла выступала на съездах и пленумах композиторов Чувашии и Российской Федерации в Рахманиновском зале Московской консерватории, Колонном зале Дома Союзов, Доме композиторов и литераторов, концертном зале «Россия», в Нижнем Новгороде, Казани, Тюмени, Уфе, Ульяновске и Саранске

### Чувашская государственная академическая симфоническая капелла
В 2000 году на основе Чувашской государственной хоровой капеллы была создана Чувашская государственная академическая симфоническая капелла.
23-24 июня 2013 года в Чувашии состоялся День Республики; капелла под управлением художественного руководителя и главного дирижера, народного артиста Российской Федерации Мориса Яклашкина, провела большую работу по пропаганде лучших образцов чувашской музыкальной культуры.
Расположение: г. Чебоксары, Президентский бульвар, дом 9. В репертуаре капеллы классические произведения чувашских композиторов Федора Павлова, Степана Максимова, Анисима Асламаса, Владимира Иванишина, Григория Хирбю, Филиппа Лукина, Федора Васильева, Тимофея Фандеева.

## Награды
- Государственная премия Чувашской АССР имени К. В. Иванова (1987)
- Дипломант Международного фестиваля музыки в Венгрии (Дьёндьёш, 1988)
- Дипломант I Международного фестиваля «Рождественские музыкальные встречи в Северной Пальмире» (Санкт-Петербург, 1991).